# Rhodesiella nigrovenosa
Rhodesiella nigrovenosa är en tvåvingeart som först beskrevs av Meijere 1924.  Rhodesiella nigrovenosa ingår i släktet Rhodesiella och familjen fritflugor. Inga underarter finns listade i Catalogue of Life.